# Municipio de Ogden (Illinois)
El municipio de Ogden (en inglés: Ogden Township) es un municipio ubicado en el condado de Champaign en el estado estadounidense de Illinois. En el año 2010 tenía una población de 1680 habitantes y una densidad poblacional de 17,24 personas por km².

## Geografía
El municipio de Ogden se encuentra ubicado en las coordenadas 40°8′55″N 87°58′19″O / 40.14861, -87.97194. Según la Oficina del Censo de los Estados Unidos, el municipio tiene una superficie total de 97.44 km², de la cual 97,37 km² corresponden a tierra firme y (0,07 %) 0,07 km² es agua.

## Demografía
Según el censo de 2010, había 1680 personas residiendo en el municipio de Ogden. La densidad de población era de 17,24 hab./km². De los 1680 habitantes, el municipio de Ogden estaba compuesto por el 98,21 % blancos, el 0,12 % eran afroamericanos, el 0,6 % eran amerindios, el 0,18 % eran asiáticos, el 0,24 % eran de otras razas y el 0,65 % eran de una mezcla de razas. Del total de la población el 0,71 % eran hispanos o latinos de cualquier raza.